# جفری هیل
سر جفری ویلیام هیل (به انگلیسی: Sir Geoffrey William Hill) (زاده ۱۸ ژوئن ۱۹۳۲-درگذشت ۳۰ ژوئن ۲۰۱۶) شاعر بریتانیایی و استاد شعر در دانشگاه آکسفورد بود. او را یکی از سرشناس‌ترین شاعران نسل خود خوانده‌اند.